# Авабантя
Авабантя (яп. 阿波番茶•阿波晩茶, «чай из Ава») — японский постферментированный чай, производимый в префектуре Токусима на Сикоку.

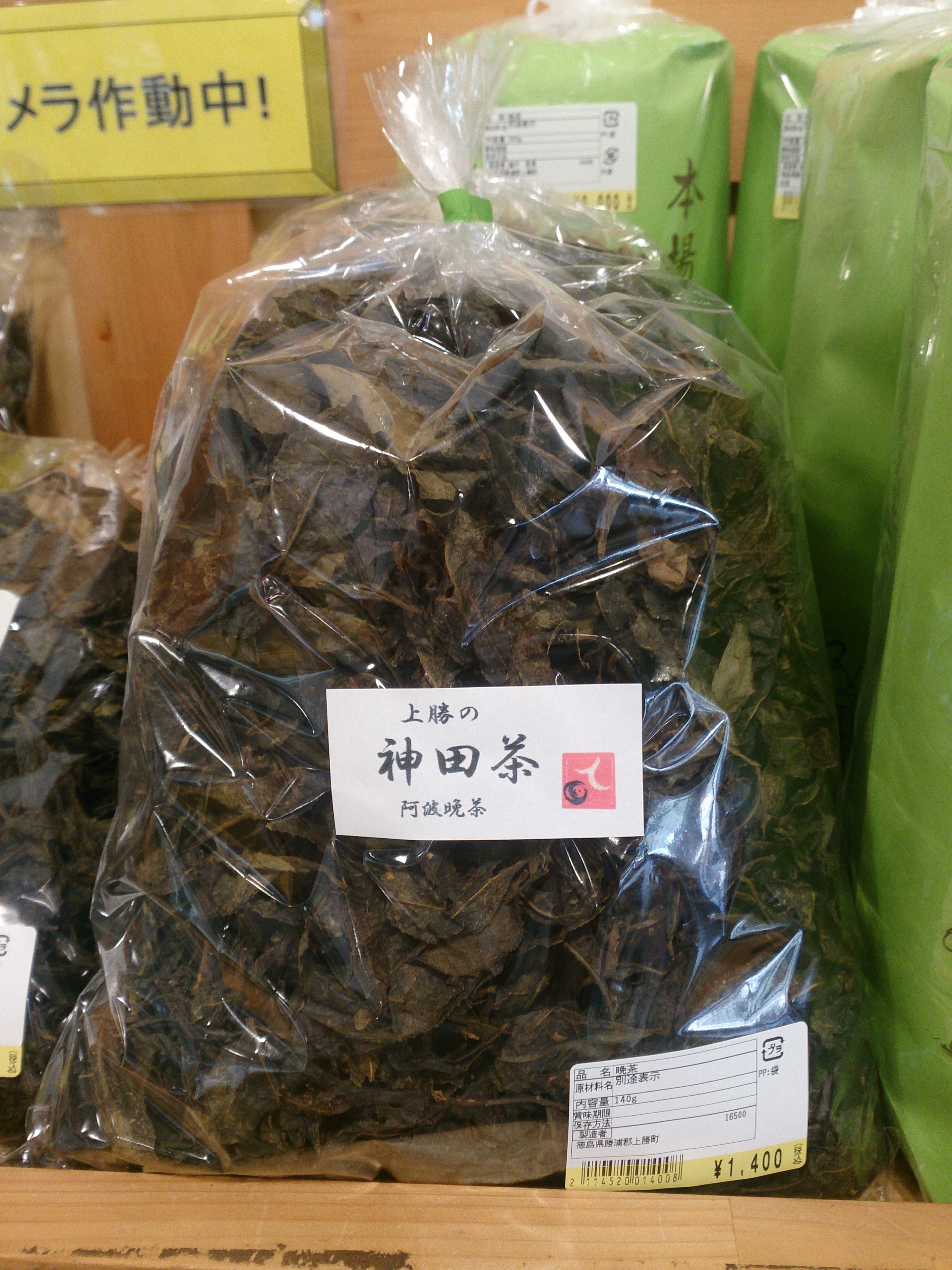
Авабантя в упаковке

Чай считается подвидом зелёного чая бантя, но по способу обработки сильно отличается от обычного бантя. В то время, как зелёные чаи проходят лишь минимальную ферментацию, авабантя проходит две стадии ферментации — аэробное окисление и внешнюю, анаэробную, ферментацию. Подобно гоиситя, авабантя собирают в июле. На первом этапе чай кипятят, пока листья не обесцветятся. После этого листья трут друг об друга, складывают в бочки и прижимают сверху. В бочках под гнётом он подвергается молочнокислому брожению, подобно квашеной капусте, в течение нескольких недель (до месяца). После этого чай высушивают на солнце.
Авабантя менее ферментирован, чем гоиситя, и ближе по вкусу к обычному японскому зелёному чаю. Его кисловатый вкус напоминает пуэр, который производят схожим образом.
В ферментации авабантя участвуют такие микроорганизмы, как Lactobacillus plantarum, Lactobacillus pentosus, Enterococcus faecium и разные виды родов Leuconostoc, Streptococcus, Bacillus, Pseudomonas и Aspergillus.
Традиционно для приготовления чая около 5 г авабантя кипятят 2 минуты в 1 литре воды.